# Moskovsko kremeljsko obzidje
Moskovsko kremeljsko obzidje je obrambni zid, ki obdaja Moskovski kremelj, prepoznaven po značilnih zarezah (cinah in njegovih stolpih. Prvotno obzidje je bilo verjetno preprosta lesena palisada s stražarskimi stolpi, zgrajena leta 1156. Kremeljsko obzidje je, podobno kot številne cerkve v Kremlju, postavili italijanski arhitekti. V Veroni je več zidov oblikovanih s cinami v obliki lastavičjega repa.

## Zgodovina
Eno najbolj simboličnih zgradb v zgodovini Rusije, Moskovsko kremeljsko obzidje lahko zasledimo vse do 12. stoletja, ko je bila leta 1147 ustanovljena Moskva. Prvotno mesto je obkrožala prva ograja leta 1156, ki ga je zgradil Jurij Dolgoroki, knez Suzdala, in je bilo najverjetneje preprosta lesena palisada s stražarskimi stolpi. Moskovski kremelj je leta 1238, ko ga je mongolsko-tatarska invazija uničila, obnovil ruski knez Ivan Kalita. V letih 1339-1340 je na mestu prvotne obrambe postavil večjo trdnjavo, ki jo je branila masivna hrastova ograda. Mislili so, da je obramba pred napadi neosvojljiva, izkazalo se je, da je neuporabna pred napadi, ki so leta 1365 požgali Moskvo.
Kljub temu je mladi knez Dimitrij Donski leta 1367 začel obnovo trdnjave. Vso zimo je iz vasi Mukačjovo, 30 vrst (rusko верста́) od Moskve, na saneh vlekel apnenec, kar je omogočilo, da se je naslednjo pomlad začela gradnja prvih kamnitih zidov. V času litovsko-moskovske vojne (1368–72) je obzidje uspešno prestalo dve obleganji. V nekaj letih je mesto krasilo čudovito obzidje iz belega kamna. Medtem ko so jo leta 1382 Tatari znova napadli, masivna fortifikacija ni utrpela nobene škode.
Obzidje Dimitrija Donskega je stalo več kot stoletje in prav v tem obdobju se je Moskovska velika kneževina dvignila kot prevladujoča sila v severovzhodni Rusiji. Do konca 15. stoletja je bilo jasno, da je stare konstrukcije že davno povozil čas in vizije carja Ivana Velikega. Med letoma 1485 in 1495 je cela brigada italijanskih stavbenikov sodelovala pri postavitvi novega obrambnega obzidja, vključno Antonio Fryazin (Antonio Gilardi), Marko Fryazin (Marco Ruffo), Pyotr Fryazin (Pietro Antonio Solari) in Alexei Fryazin starejši (Aloisio da Milano). (Izraz Fryazin se je takrat uporabljal za vse ljudi italijanskega porekla). Novo obzidje so postavili z gradnjo na starejših zidovih (na vznožju se ponekod še vedno vidi beli kamen). Debelina in višina sta se močno povečala, zaradi česar je bilo treba porušiti številne lesene hiše, ki so obdajale Kremelj. 
V naslednjih stoletjih se je Moskva hitro razširila zunaj kremeljskih zidov in ko so ruske meje postale vse bolj varne, je njihova obrambna dolžnost skoraj minila. Topovi, ki so bili vgrajeni v obzidje, so bili odstranjeni po prelomu 17. stoletja, prav tako drugi, manjši zid, ki je na zunanji strani podvajal obod. V času vladavine carja Alekseja Romanova so stolpom dodali okrasne špirovce in obnovili stene. Vendar se je njihova zgodovinska mogočnost zmanjšala, ko je material postal opeka in ne več kamen. V času vladanja carice Elizabete in Aleksandra I. ter poznejših sovjetskih in ruskih časih so se odvijale zaporedne obnove različnega obsega, pri čemer je ohranilo svoj prvotni značaj in slog.

## Opis
Z zunanjim obodom 2235 metrov je Kremelj videti kot ohlapen trikotnik, ki odstopa od geometrijskega ideala na južni strani, kjer namesto ravne črte ponavlja konture prvotnega hriba, na katerem Kremelj počiva. Zaradi tega navpični profil nikakor ni enakomeren, višina na nekaterih mestih se giblje od ne več kot 5 metrov drugje do 19 metrov. Debelina sten se tudi spreminja od 3,5 do 6,5 metra.
Na vrhu obzidja so po celotni dolžini navzven nevidne bojne ploščadi, ki segajo v širino od 2 do 4,5 metra. Skupno je zid okronan s 1045 cinami, višine od 2 do 2,5 metra in debelino od 65 do 75 centimetrov.
Nekateri notranji hodniki znotraj sten imajo sobe brez zunanje osvetlitve (kamoras), v katerih so bili zaprti posebej nevarni kriminalci.
Do danes je ohranjenih dvajset stolpov, ki so poudarili obzidje. Zgrajen v drugem času, najstarejši, stolp Tainitskaja (Тайницкая (Свиблова)), je iz leta 1485, medtem ko je najnovejša - Carskaya iz leta 1680.  Trije stolpi, ki so v vogalih gradu, imajo edinstvene krožne profile. S tal je možno vstopiti samo v šest stolpov, v preostale pa le z obzidja.
Obstajajo štirje stolpiči, vsi so okronani z rubinastimi zvezde, to so Odrešenikov (Spasskaya), Borovickaja, Troickaja in Nikolskaja. Čeprav je bilo do leta 1930 možno vstopiti v Kremelj tudi skozi vrata stolpa Tainickaja, pa so bila ta zazidana, vendar je njihov portal jasno viden.
Glavna vrata v Odrešenikovem stolpu so običajno (razen uradnih in verskih obredov) zaprta za javnost. Vrata pod Nikolskim stolpom se pogosto uporabljajo samo za storitve. Obiskovalci Kremlja običajno vstopijo v prostore skozi vrata pod stolpom Troickaja, razen tistih, ki želijo obiskati Kremeljsko orožarno in zakladnico, ki sta dostopni skozi vrata stolpa Borovickaja. 
Pred letom 1917 je bilo mogoče rezervirati tudi ekskurzijo, ki je trajala več kot dve uri, hoditi po obodu kremeljskih zidov, začenši pri stolpu Borovickaja.
Južni del obzidja je obrnjen proti reki Moskva. Vzhodni del je obrnjen proti Rdečemu trgu. Zahodni del, nekoč obrnjen proti reki Neglinaja, je zdaj del Aleksandrovega vrta. Most, ki je prej premoščal reko, še vedno stoji in je narejen v istem slogu kot Kremeljski zid.